# 田庄英雄
《田庄英雄》，2011年台視八點檔連續劇。於2011年6月15日開鏡，採邊拍邊播形式，2011年11月23日全劇殺青，由吳慷仁、蔡振南、孫協志、趙小僑、魏蔓、吳佳珊、黃仲崑等演員共同演出。2011年9月21日於台視首播，接檔《姊妹》。

## 劇情簡介
當神秘背景的馬尚宏踏入日日村，原本寧靜的村莊，不可思議的案件卻接踵而來，一段村人隱瞞數十年的驚人案件就要被掀開！為了保衛家園，永遠的副座李達官將會採取什麼行動？想要揭發真相，年輕警官馬尚宏又將犧牲什麼？一齣捍衛正義，充滿歡笑淚水的超級好戲，即將告訴你，誰才是真正的「田庄英雄」！

## 播出時間

### 首播
| 頻道                          | 所在地 | 播映日期        | 播出時間             |
| ----------------------------- | ------ | --------------- | -------------------- |
| 台視主頻 （數位頻道同步播出） | 台灣   | 2011年9月21日起 | 週一～週四20：00播出 |

### 重播
| 頻道                          | 所在地 | 播映日期        | 播出時間             |
| ----------------------------- | ------ | --------------- | -------------------- |
| 台視主頻 （數位頻道同步播出） | 台灣   | 2011年9月22日起 | 週一～週四14：00播出 |
| 台視主頻 （數位頻道同步播出） | 台灣   | 2011年9月22日起 | 週二～週四00：10播出 |
| 台視主頻 （數位頻道同步播出） | 台灣   | 2011年9月22日起 | 每週五00：20播出     |

田英雄來報到
| 頻道                          | 所在地 | 播映日期                        | 播出時間                     |
| ----------------------------- | ------ | ------------------------------- | ---------------------------- |
| 台視主頻 （數位頻道同步播出） | 台灣   | 2011年9月23日至2011年10月31日止 | 週六14：30及星期日15：30播出 |

## 演員介紹

### 日日村派出所
| 演員   | 角色   | 介紹 | 登場                    |
| 吳慷仁 | 馬尚宏 | 新任日日村派出所所長 兩毛2 =☆=☆= 他，馬尚宏，二線二星的年輕警官，台灣警界的明日之星，卻毅然轉調無人聽聞的鄉下，他一來就榮登——日日村派出所所長的寶座，不僅立即擄獲男女老少的心，無法捉摸的辦案手法，也打壞達官長久以來建立的秩序。 尚宏 - 暗戀警員王惠敏。 - 出身警察世家，受過特勤隊的掙脫訓練，自稱犯罪心理學專家。 - 扶養朋友的女兒唐曉萱，並一起回到曉萱的故鄉日日村，希望能喚醒曉萱失去的記憶，試圖找出滅門血案兇手。 - 第3集：為了救壓在工地鐵架下面的仔仔，而慘遭電擊，復原後，意外和仔仔心靈相通。 - 第7-10集：因曾開槍誤傷路人而有陰影不敢開槍，於第7集被調回台北，第8集回到日日村，後因拯救被挾持的惠敏而開了槍。 - 第13集：因喝醉而與感冒稍作休息的惠敏同床一夜。 - 第15集：受顯耀之託向羅培姿索取簽名照卻被誤認為變態粉絲。 - 第17集：聯合蕭天才進行「破碎家庭暴力痞子男計畫」以防羅培姿日久生情，但被羅培姿一眼看穿。 - 第23~24集：說服惠敏穿上短裙，以抓出騷擾信嫌犯。 - 第29集：為誘出呂永成，與惠敏假扮即將結婚的情侶。 - 第30集：在台北接弟弟出獄途中被打昏且綁架，綁架期間，遭到棍棒毆打以致遍體鱗傷且短暫失憶。 - 第32集：回到日日村，張漢以弟弟為肉票，要脅馬尚宏利用所長身份內神通外鬼做出不法情事。 - 第32集：用為弟弟討公道之名義，塞紙條向杜文昇求救。 - 第34集：因受Ringo一棍而記憶恢復 - 第36集：因不忍弟弟尚萊受齊洛等人虐待，與曉萱及派出所同仁上演貍貓換太子將尚萊救出 - 第40集：與王惠敏結婚 | 全劇                    |
| 蔡振南 | 李達官 | 副所長 1毛4 -☆☆☆☆- 李顯耀的父親 他，李達官，一線四星的基層員警，打拼一輩子，家裡卻沒有他的位置，最後只換來——日日村派出所「資深」副座，這個不值錢的名號。 自詡是「田庄英雄」，個性海派、擇善固執，與眾村民交好，卻跟唯一的兒子關係惡劣。 達官 - 第1集：以為升官有望，卻把新上任的主管馬尚宏當成偷吉祥豬嫌犯。 - 第4集：激動過度，忽然失聲卻拒絕看醫生，後住院治療接受檢查。 - 第7集：為了不讓顯耀被前妻帶往美國，與村民討論後扮成鄉長。 - 第35集：把七坪的土地以兩千萬賣給齊洛，又將兩千萬捐給慈善機關。 - 第35.36集：因齊洛不堪被騙，帶兄弟到李達官家毆打李達官，被菁仔葉仔及顯耀所救。 | 全劇                    |
| 趙小僑 | 王惠敏 | 員警 1毛3 -☆-☆-☆- 日日村派出所員警，自小就是神槍手，優秀的運動神經，突襲、攻堅都難不倒她。 但衝動性格時常打壞尚宏佈局，也使兩人迸發許多火花。 惠敏 - 暗戀主管馬尚宏。 - 鄉長王遠定的女兒，杜文昇的青梅竹馬。 - 槍法神準，第一集就以準確槍法把歹徒手上的美工刀擊落，第4集用槍射斷綁在半空中的繩子拯救馬尚宏。 - 擅長繪畫，而被馬尚宏託付繪出曉萱夢境之任務。 - 第1集誤認剛上任的主管馬尚宏及曉萱是偷豬賊。 - 第15集，為感謝文昇拯救尚宏，幫他包紮卻被奪吻。在16集時提出將下半部判官文稿交出便原諒文昇之要求。 - 第20集，親手逮捕前身為黑蛇幫之阿虎，並犯下多起殺人案件的爸爸。 - 第25集，與杜文昇北上調查水車嬤一案。 - 第26集，因父親入獄而賣掉以前與爸爸同住的房子，將賣房子的錢做為曉萱及文昇的補償。 - 第26集時住在派出所中，27集後搬往於第一集借給主管及曉萱住的自家房子。 - 第29集，與馬尚宏假扮情侶以誘出呂永成。 - 第32集，撞見假扮成哥哥的馬尚萊與羅培姿接吻，傷心欲絕。 - 第34集，發現與她坦誠相見及親吻羅培姿的人皆為馬尚宏的弟弟馬尚萊，但依舊被蒙在鼓裡的羅培姿揚言要與惠敏公平競爭馬尚宏。 - 第40集：與馬尚宏結婚 | 全劇                    |
| 仔仔   | 仔仔   | 派出所警犬 1毛3 -☆-☆-☆- 流浪的黃金獵犬，成天在日日村派出所閒蕩，立志當優秀的警犬。 因雷擊事件意外與尚宏搭上頻率，只有尚宏能聽見牠說話。 仔仔 - 第3集：為了搭救小靈，反而被倒塌的鐵架壓傷，復原後，開始能和馬尚宏對話。 - 神犬忠犬。 - 馬尚宏因被密告不敢射擊而離開日日村數日，仔仔從離開當日一直在候車亭等候馬尚宏回日日村。 - 前主人為蕭天才父子，父子倆相當疼愛仔仔，一日蕭父因為要幫仔仔買狗罐頭，過馬路時被一台貨車撞到不治而亡，從此後天才看到仔仔就會罵仔仔趕仔仔走，天才將仔仔視為仇人。 - 因表現良好成為日日村終身警犬。 - 原本要與天才到台北居住，派出所警察依依不捨的表情，讓天才決定讓仔仔回到日日村當警犬。 - 第26集時前往緝毒犬專門學校學成歸來。 | 第1~18,20~23,27~30,36集 |
| 民雄   | 孫勇志 | 員警 1毛3 -☆-☆-☆- 日日村派出所員警，瘋狂熱愛警察這份工作，腦袋卻不怎麼靈光。 原住民天生的音樂細胞，總能為眼前的窘境譜下絕妙襯樂。超級天兵，熱愛工作，陷入困境仍可發揮原住民樂觀天性，譜歌高唱。 勇志 - 第4集：第一天到日日村赴任，卻被竄出的仔仔嚇到，摔進林中陷阱裡受傷 - 喜歡落腳仔。 - 第16集考上警察大學，離開日日村派出所，其位由表弟武道續接 | 第4~6,10~11, 14~16集    |
| 陳子強 | 武道   | 員警 1毛3 -☆-☆-☆- 日日村派出所員警。 武道 - 勇志的表弟，只要看到長腿美女便會唱起歌仔戲。 - 對落腳仔一見鍾情。 | 第16~40集               |
| 孫協志 | 杜文昇 | 縣警局督察員 兩毛3 =☆=☆=☆= 王遠定的特助，實為臥底警察。 與惠敏是一同長大的青梅竹馬，愛著惠敏，卻苦得不到回應。 文昇 - 第6集：配合王遠定的策略，用情書事件上電視對王惠敏示愛 - 第6集：飛車奪走燒毀所長設計的假物證，並跳水勇救溺水的王惠敏 - 第6集：在對談中，王遠定曾指示文昇對唐家執行制裁行動 - 第7集：調查馬尚宏三年的射擊測驗記錄 - 第9集：文昇因王惠敏提到交往機率而買樂透，結果中頭彩，全數捐出做公益 - 第10集：山貓指稱文昇是偷吉祥豬的主使者，所長憑錄音證物將文昇請到派出所協助調查 - 第12集：追查黑蛇幫 - 第13集：公事包被菁葉搶走 - 第14集：將昏倒的卓泰山送醫急救 - 第15集：救起差點摔下橋的馬尚宏 - 第17集：把下半部手稿拿給王惠敏，以竊聽器竊聽到馬尚宏和王惠敏談論黑蛇幫乙案 - 第19集：在與惠敏吵架後，回憶起過去的事，原來杜文昇去台北四年是去警察大學讀書，畢業後為刑事警察，為調查父親下落與蒐集王遠定犯罪證據，在署長安排下在王遠定身旁當臥底，在逮捕王遠定的過程中公開自己是警察的事實，被王遠定挾持，為了抓到王遠定往自己腹部開一槍，貫穿自己射到王遠定。文昇父親則為黑蛇幫一員，外號阿牛，被王遠定殺害。 - 第20集：向署長遞辭呈，被署長挽留，因破黑蛇幫有功升任縣督察員，長駐日日村派出所督查考核。 - 第22集：愛文被遭其詐騙的計程車司機綁架，文昇利用彤彤身上的外套，加上仔仔的敏銳嗅覺，追查出愛文被綁地點，與所長、惠敏一同破案，捉住綁匪。 - 第22集：在惠敏的逼問下，說出自己是處男，不可能跟愛文發生關係 - 第25集：與所長共同調查水車嬤之子阿榮。 - 第29集：受惠敏之託，利用嫌犯復仇心理設下陷阱，與所長、惠敏共同將變態殺手逼出。 - 第32集：所長利用紙條傳達他已失憶，希望文昇協助。 - 第33集：文昇與所長一明一暗，聯手查案。文昇先讓武道要到Ringo的行動電話號碼，再請署長查出通聯記錄，進而鎖定犯案目標。 - 第34集：文昇調出監視器與詢問救護車司機，查出培培誤殺案是張漢所策劃。 - 第35集：讓菁葉兩人在福德擔任臥底。 - 第36集：被不知名人敲MSN，知道杜文昇所有資料，杜文昇猜測是警大同學孫涵瑜。 - 第39集：與涵瑜、所長、惠敏共同拼出張漢銷燬的碎紙資料，查出違法帳戶;與涵瑜護送硬碟至台北電信警察隊修復;與涵瑜感情急速升溫中。 - 第40集：與涵瑜將修復之硬碟護送回日日村。經歷副座拆除炸彈事件，文昇求婚成功，與涵瑜過著幸福快樂的日子。 | 第3~27,29~40集          |

### 日日村
| 演員   | 角色          | 介紹 | 登場                                        |
| 黃仲崑 | 王遠定        | 惠敏之父，蓬萊鄉鄉長，黑蛇幫(阿虎) 愛女至深表面熱心公益的善人，實際上是個城府極深的政治操盤手。 遠定 - 第5集：成功當選蓬萊鄉鄉長 - 第14集：急性心絞痛發作，幸遇卓大德以藥物即時控制病情 - 手臂有黑蛇刺青，於19集時雷射去除。 - 在羅培姿爸爸的日記解開，加上卓泰山的資料整理後，確定黑蛇幫的阿虎就是王遠定 - 第20集：被女兒王惠敏親手逮捕，接受法律制裁。                                                                    | 第2~16,18~20集                              |
| 尤人立 | 唐曉萱        | 馬尚宏忘年之交（唐明）的女兒 滅門血案的唯一倖存者，卻失去相關案情的記憶。 失去家人後，由父親友人馬尚宏照顧，和他一起回到出生故鄉日日村，找尋失去的記憶。 曉萱 - 第2集：與李顯耀偷溜出門，在對談中，意外回憶起當年命案的片段而昏倒 - 第9集：終於想起與喬裝打扮的杜文昇在路上碰撞，杜文昇撿起曉萱的手機還她 - 第12集：夢到蛇的影像並繪出，主管認出是黑蛇幫的幫徽，開始追查黑蛇幫 - 第36集：自願假扮成老婆婆以幫助主管拯救尚萊 | 第1~25,27~40集                              |
| 李博翔 | 李顯耀        | 副所長李達官的獨生子 達官的獨生子，萬年落第的重考生，背負父親期望，導致性格壓抑、內斂。 與父親之間有一層跨不過的高牆，卻因曉萱的出現而有了轉機。 顯耀 - 第2集：為了反抗父親而偷竊村內的內衣，被所長及副座當場逮到，後住進馬尚宏家。 - 受馬尚宏所託記錄曉萱的夢話，第4集首次記錄「非死不可」，卻被爸爸誤認為是綁架長腳仔的訊息。 - 第20集：好不容易考上大學，到隔壁村上學。 - 第25集：與父親化解心結搬回自家住。             | 第1~25,30,35~40集                           |
| 王惠五 | 陳新義 (阿義) | 麵攤老闆 村裡麵攤老闆。看似平凡古意的他，其實前科紀錄金光閃閃。 但這些刀光劍影的舔血生活已是過往雲煙，現是享受平凡的幸福的庄腳人。 阿義 - 十年前曾入獄服刑，出獄後與妻子岱玉來到日日村生活 - 第5集：因為過去案底，而被誤會與長腳仔「喋血失蹤案」有關 | 第1, 3~15, 20~31, 37~38, 40集               |
| 藝鴒   | 林岱玉        | 麵攤老闆娘 阿義的老婆，是個大陸新娘。個性直爽、頗有姿色，但有時也會過度的一針見血。 看似直衝的她，也有溫柔小女人心，和阿義鶼鰈情深。 岱玉 - 大陸新娘 - 十年前與丈夫阿義一同來到日日村生活，靠自己揉麵的手藝開了間麵店 | 第1, 3~16, 20~31, 37~38, 40集               |
| 張柏舟 | 黑輪伯        | 土地公廟廟公 村裡土地公的廟公。以前賣黑輪，故稱呼一路沿用至今。 好奇心重，喜歡窺探八卦，和水果嬸湊在一塊，儼然是日日村的廣播放送站。 | 第1~11集                                    |
| 吳佳珊 | 水果嬸        | 水果攤大嬸 村裡水果攤大嬸。個性嗆辣，得理不饒人。 經常「看一個影、生一個仔」。喜歡跟黑輪伯交換情報，卻也常跟黑輪伯對槓。 | 第1~16, 19~31, 34~36, 38~40集               |
| 錢君仲 | 林四葉(葉仔)  | 村裡出名的難兄難弟、衰神眷顧的苦主。 遊手好閒，為了賺錢啥咪出頭都想得出來，卻也從來沒真的成功過。 | 第1~31,34~37,39~40集                        |
| 錢君銜 | 葉木菁(菁仔)  | 村裡出名的難兄難弟、衰神眷顧的苦主。 遊手好閒，為了賺錢啥咪出頭都想得出來，卻也從來沒真的成功過。 | 第1~31,34~37,39~40集                        |
| 小8    | 長腳仔        | 檳榔西施，現任日日村派出所義工 喜歡馬尚宏，為愛積極主動 長腳仔 - 第5集：因不想繼續當檳榔西施鬧失蹤，引起村內宣然大波，後轉任派出所義工。 - 第18集：離開日日村，北上接管父親檳榔業。 - 第24集：因收到顯耀原要寄給曉萱的信，誤以為顯耀喜歡自己而回來日日村向顯耀澄清。 | 第1~16,18,24集                              |
| 陳德秀 | 張美琴        | 快樂有線電視台記者 無所不挖無所不報，常以高亢的聲調訪問民眾 | 第1, 4~5, 10~12, 15~18, 24, 29, 37~38, 40集 |
| 陳昱丞 | 蕭天才        | 仔仔的前主人 天才 - 仔仔的前主人蕭天才父子，父子倆相當疼愛仔仔，一日蕭父因為要幫仔仔買狗罐頭，過馬路時被一台貨車撞到不治而亡，從此後，天才看到仔仔就會罵仔仔趕仔仔走，把仔仔當成害死父親的兇手。 - 因社會局查到天才還有一個住在台北的叔叔，所以經協調天才交由台北叔叔撫養。 - 第17集回來日日村 在馬尚宏的策劃下充當馬尚宏的兒子，改名馬天才。                                                                               | 第3,10,17~18,20集                           |

### 特別演出
| 演員   | 角色   | 介紹 | 登場      |
| 卓勝利 | 卓泰山 | 長泰企業大老，手臂有黑蛇刺青，為黑蛇幫的一員[公雞]。術後恢復佳，目前環遊四海中。應國際刑警組織要求，提供相關黑蛇幫資料與阿虎犯罪證物。 | 第12~15集 |

### 各單元中演出人員
| 演員   | 角色        | 介紹 | 登場             |
| 韓瑜   | 孫涵瑜      | 杜文昇警察大學同學，兩毛3 =☆=☆=☆=，留美 涵瑜 - 知道杜文昇的一切資料 - 兩人曾在大三上學期期末考最後一天在操場繞來繞去 - 第39集：與文昇為大學班對，在某次追捕張漢時，因誤會正在臥底的文昇與女人有曖昧，一時大意錯失追逮張漢的時機。 - 第39集：與文昇護送硬碟至台北電信警察隊。 - 第40集：順利拆除張漢設置於副座身上之定時炸彈。與文昇成為幸福的一對。 | 第39~40集        |
|        | 張至理      | 即將退隱的江湖大哥，張漢的父親 至理 - 知道杜文昇的一切資料 | 第39~40集        |
| 李全忠 | 署長        | 內政部警政署 署長，三毛4 ≡☆≡☆≡☆≡☆≡，馬尚宏的父親的學弟 署長 - 在馬尚宏不敢開槍事件時，配合馬尚宏演戲給王遠定看 - 告訴杜文昇，其父親是被王遠定殺害的，鼓勵杜文昇考警察大學四年後畢業，安排在王遠定身邊當警察臥底，下了一步險棋 - 當王遠定事件結束後，杜文昇要辭去警察，被署長慰留，任命為2線2星縣警局督察員 - 33集中說出，因馬尚宏的父親曾為署長擋子彈而喪命，特別栽培馬尚宏，並在王遠定事件後打算將馬尚宏升為高階警官，但馬尚宏回絕 | 第7~8,19~20,33集 |
| JUNIOR | 張漢        | 經紀公司老闆，前身是黑道，想藉由綁架馬尚萊控制且報復馬尚宏 張漢 - 羅培姿.Ringo.齊洛的老闆 - 過去為通緝犯 - 馬尚宏曾誤殺其未婚妻慧如（於第7集中提及，是馬尚宏不敢開槍的原因） - 要在日日村蓋休閒渡假村，背後另有目的 - 第37集，為威脅羅培姿續約並滿足自己慾望，在羅培姿酒醉後拍攝裸照且強暴她 | 第32~40集        |
| 尤瓏澍 | 齊洛        | 張漢的手下 齊洛 - 老闆為張漢 - Ringo的父親 - 第30集在台北打昏馬尚宏 - 第31集拿水桶潑到馬尚宏身上(播出10秒) - 第32集去日日村打昏馬尚萊及惠敏，並綁架馬尚萊 - 第33集Ringo到投幣保管箱放文件，隨後打開保管箱取出文件，被杜文昇與武道跟蹤發現 | 第30~40集        |
| 吳慷仁 | 馬尚萊      | 馬尚宏的雙胞胎弟弟，被齊洛手下槍斃 尚萊 - 喜歡羅培姿 - 有張相同的臉，原吊車尾考上警大，但因處處被拿來與優秀的哥哥比較，離家出走，誤入歧途。 - 2年前因爭風吃醋將混混打成重傷，被馬尚宏逮捕入獄。 - 第30集：陰錯陽差下假扮成馬尚宏。 - 第30集：假扮馬尚宏的期間，在日日村買東西，都會賒帳，且說:記馬尚宏的帳! - 第32集：親吻羅培姿被路過的惠敏撞見（身份仍為馬尚宏），杜文昇因此與他打架 - 第32集：被齊洛及其手下打昏，做為威脅馬尚宏的籌碼。 - 第36集：被哥哥救出後，原應留在杜文昇家但偷跑去培姿家，向培姿解釋一切誤會。 - 第37集：從羅培姿家出來後便被齊洛抓走，和哥哥扭打成一團以便調包，逃走中回想起成長過程，回頭欲救出哥哥，與手下奪槍時槍枝走火中彈，被手下埋在田裡，隔天被菁仔、葉仔發現屍體。 | 第30~32,35~37集  |
| 魏蔓   | 羅培姿 郝正 | 當紅的女明星。其父綽號大狗，為黑蛇幫成員。 培姿 - 喜歡馬尚宏，但看穿主管及惠敏間的感情，在20集時選擇將自己心意藏在心裡。 - 手中握有上鎖的父親日記，為警方重要證物。第19集時已交給警方。 - 因演出偶像劇「郝正OL」把自己當做郝正，因太入戲，在一次行程中巧遇搶劫，進而追捕歹徒，歹徒拿刀欲要殺羅培姿，刀落地被羅培姿撿起並意外刺中歹徒身亡，公司安排到花蓮避風頭，羅培姿堅持要到日日村 - 老闆為張漢，派Ringo在身邊監視，以防羅培姿跳槽 - Andy介紹到好萊塢發展 - 第32集：對哥哥身份的馬尚萊意亂情迷，並與其接吻，是後續羅培姿對馬尚宏積極求愛的主因。 - 第34集：從杜文昇口中得知殺人事件是經紀公司為留住她所設下的圈套 - 第34集：原應前往台北與好萊塢簽約，反悔後返回日日村，向惠敏宣告要公平競爭馬尚宏 - 第36集：得知喜歡自己的是馬尚萊，氣得打了馬尚萊一巴掌並趕他出去 - 第37集：被張漢拍攝裸照並強暴，張漢要求簽約否則公佈照片。原打算提告但顧慮馬尚宏的安危而打消 | 第15~20,30~40集  |
| 姚安琪 | 齊妙(Ringo) | 培姿的新經紀人 Ringo - 喜歡老闆張漢，但老闆在未婚妻過世後只當女人是玩物 - 張漢幫她假名叫林檎，以經紀人名義監視羅培姿，破壞羅培姿與Andy簡訊，阻止合約 - 第32集與齊洛通電話被馬尚宏聽到(齊洛喚她小檎) - 第33集到投幣保管箱放文件，隨後齊洛打開保管箱取出文件，被杜文昇與武道跟蹤發現 - 第34集出現履歷表是真正的名字叫齊妙，齊洛的女兒 - 第36集，聽見馬尚萊對培姿說出哥哥貍貓換太子，向齊洛告密 - 第38集遭張漢刺死並棄屍 | 第30~38集        |
| 錢君銜 | 菁仔的媽媽  | 與菁仔長的一模一樣，菁仔、如玉的媽媽 | 第30集           |
| 朱進新 | 呂永成      | 出獄後去日日村暗殺馬尚宏、也跟蹤馬尚宏 永成 - 阿義的獄中同學。 - 以「有機仙草」名義掩人耳目進行大麻販賣及耕種。 - 多年前因案被通緝，被馬尚宏逮捕，呂永成要求能回去看病危的呂永成母，馬尚宏礙於辦案程序無法答應，而呂母也在這時過世，呂永成出獄後誓言報復馬尚宏 | 第26~30集        |
| MeiMei | 顏如玉      | 17歲，自稱是葉仔的妹妹，要來帶哥哥回台北 如玉 - 有1500度的近視，因此錯認葉仔是同母異父的哥哥。 - 因馬尚宏多次逮捕，心生惡作劇念頭。 - 第30集發現是菁仔的妹妹。向葉仔告白，現為葉仔女友 | 第26~30集        |
| 曹景俊 | 阿榮        | 水車嬤的兒子 阿榮 - 在台北欠下許多的賭債，多年前將水車嬤的錢騙走不知去向，從電視新聞的知葉仔給水車嬤20萬，回來日日村說了一些令日日村等人感動的話，然後接走水車嬤到台北. - 到台北後阿榮將水車嬤的20萬騙走又限制水車嬤行動還要水車嬤回日日村騙錢 - 在派出所的企劃下由葉仔拿錄音筆放在水車嬤的口袋內，錄下阿榮與水車嬤交談內容涉嫌詐欺被捕入獄 | 第24~26集        |
| 蔡武雄 | 落漆仔      | 把葉仔撞傷的人.開地下錢庄的流氓 | 第24集           |
| 蔡閨   | 水車嬤      | 阿榮的母親 水車嬤 - 誤將葉仔當做自己兒子阿榮。 - 被兒子拿走20萬又被限制行動不給飯吃 | 第22~26集        |
| 宋新妮 | 愛文        | 杜文昇前女友，彤彤的媽媽，有一段不為人知的過去 | 第20~22集        |
| 鄧筠庭 | 彤彤        | 與媽媽愛文一起來到日日村，未就學在日日村賣黑心飯糰 | 第20~22集        |
| 張兆志 | Andy        | 羅培姿的經紀人，個性娘娘腔，極保護羅培姿。 | 第15~20集        |
| 安定亞 | 卓大德      | 田庄醫生，卓泰山之子，與馬尚宏為舊識 大德 - 因曾救過身中槍傷的馬尚宏而與他熟識。 | 第14~15集        |
| 張文進 | 劉峰奇      | 綽號:漏風奇，承認自己是殺害唐門一家的兇手，吳立委被其誤殺 | 第10集           |
| 韓琳   | 林志凌      | 力氣奇大的可愛胖妹 志凌 - 曾因勇志搭救而愛上勇志，來到日日村是為了通知勇志喜訊。 - 是幸運星，日日村中多人受她幫忙。 | 第11～12集       |
| 吳東諺 | 男模特兒    | 林志凌未婚夫 | 第12集           |
| 張正龍 | 潘光耀      | 外號:判官，原為記者，當初臥底在黑蛇幫，事發後被人斷手斷腳。交給馬尚宏、杜文昇各一半揭發黑蛇幫秘密的手稿 | 第12集           |
| 童毅軍 | 蕭父        | 蕭天才的爸爸 蕭父 - 仔仔的前主人蕭天才父子，父子倆相當疼愛仔仔，一日蕭父因為要幫仔仔買狗罐頭，過馬路時被一台貨車撞到而不治身亡，肈事者蕹菜(空心菜)逃逸後被捕。 | 第9集            |
| 李之勤 | 明珠        | 副所長李達官的前妻，回來台灣欲把顯耀帶到美國讀書。 | 第7~8集          |
| 康龍   | 芭樂        | 水果嬸的丈夫，在大陸包二奶，另結新歡，與水果嬸離婚。 | 第10~11集        |
| 汪琦   | 若桂        | 芭樂在外面的大陸女人 | 第11集           |
| 吳亞鄀 | 小靈        | 黑輪伯的孫女 | 第3集            |
| 聶邦彥 | 阿輝        | 日日村飼料店老闆 | 第1集            |
| 藍一萍 | 阿才嬸      | 日日村的模範夫妻，今年吉祥豬的女飼主 | 第1~2集          |
| 闞水源 | 阿才        | 日日村的模範夫妻 ，今年吉祥豬的男飼主 | 第1~2集          |
| 吉祥豬 | 吉祥        | 日日村的吉祥物 日日村每年都會舉辦吉祥豬招養盛會，選出吉祥豬的家庭。 據說養到吉祥豬能旺丁、旺財、旺畜牲，一路旺旺旺 | 第1~2集          |

## 歌曲
| 曲別   | 歌名            | 演唱者                  | 作詞            | 作曲              |
| 片頭曲 | 嗯嘛            | 吳忠明                  | A. Aida、橙一伊 | Eddie Hamid       |
| 片尾曲 | 桃花開 搖搖擺擺 | 信                      | 信              | 信                |
| 插曲   | 假裝陽光的蠟燭  | 信                      | 信              | 信                |
| 插曲   | 已經與他無關    | 郁可唯                  | 黃婷            | 宇珩              |
| 插曲   | 嗨嗨人生        | 張震嶽、MC HOTDOG、關穎 | MC HOTDOG       | 張震嶽、MC HOTDOG |

## 收視率

### 每集收視率
| 集數       | 台視首播日期   | 平均收視率 |
| ---------- | -------------- | ---------- |
| 01         | 2011年9月21日  | 1.48       |
| 02         | 2011年9月22日  | 1.47       |
| 03         | 2011年9月26日  | 1.43       |
| 04         | 2011年9月27日  | 1.55       |
| 05         | 2011年9月28日  | 1.30       |
| 06         | 2011年9月29日  | 1.26       |
| 07         | 2011年10月3日  | 1.15       |
| 08         | 2011年10月4日  | 1.18       |
| 09         | 2011年10月5日  | 1.20       |
| 10         | 2011年10月6日  | 1.33       |
| 11         | 2011年10月10日 | 1.30       |
| 12         | 2011年10月11日 | 1.36       |
| 13         | 2011年10月12日 | 1.25       |
| 14         | 2011年10月13日 | 1.27       |
| 15         | 2011年10月17日 | 1.16       |
| 16         | 2011年10月18日 |            |
| 17         | 2011年10月19日 |            |
| 18         | 2011年10月20日 |            |
| 19         | 2011年10月24日 |            |
| 20         | 2011年10月25日 |            |
| 21         | 2011年10月26日 |            |
| 22         | 2011年10月27日 |            |
| 23         | 2011年10月31日 |            |
| 平均收視率 | 平均收視率     | 1.31       |

- 由AGB尼爾森調查，調查範圍是四歲以上收看電視之觀眾。

### 每週首播收視率
| 播映日期                 | 週數     | 平均收視率 | 排名 | 集數  |
| ------------------------ | -------- | ---------- | ---- | ----- |
| 2011年9月21日－09月22日  | 1        | 1.47       | 4    | 01-02 |
| 2011年9月26日－09月29日  | 2        | 1.38       | 5    | 03-06 |
| 2011年10月3日－10月6日   | 3        | 1.19       | 4    | 07-10 |
| 2011年10月10日－10月13日 | 4        | 1.36       | 4    | 11-14 |
| 2011年10月17日－10月20日 | 5        | 1.30       | 4    | 15-18 |
| 2011年10月24日－10月27日 | 6        | 1.22       | 5    | 19-22 |
| 2011年10月31日－11月3日  | 7        | 1.08       | 4    | 23-26 |
| 2011年11月7日－11月10日  | 8        | 1.13       | 4    | 27-30 |
| 2011年11月14日－11月17日 | 9        | 0.89       | 5    | 31-34 |
| 2011年11月21日－11月24日 | 10       | 1.00       | 6    | 35-38 |
| 2011年11月28日－11月29日 | 11       | 1.16       | 5    | 39-40 |
| 平均收視                 | 平均收視 | 1.22       | -    | -     |

- 同時段節目：
  - 三立台灣台《家和萬事興／牽手》
  - 民視《父與子》
  - 中視《水滸傳／巾幗梟雄／巾幗梟雄之義海豪情／步步驚心／傾世皇妃》
  - 華視《新還珠格格／新一簾幽夢／新倚天屠龍記／天龍八部》
  - 大愛《愛的界線／畫人生》
- 由AGB尼爾森調查，調查範圍是四歲以上收看電視之觀眾。
- 資料來源：中時娛樂

## 取景地點

### 新北市
- 新北市瑞芳區　金瓜石
- 新北市瑞芳區　黃金瀑布
- 新北市瑞芳區　九份
- 新北市瑞芳區　水湳洞

### 桃園縣
- 桃園縣桃園市　敏盛綜合醫院

### 新竹市
- 新竹市東區　麗池公園內、空軍十一村、湖畔料亭

### 新竹縣
- 新竹縣竹北市　千金女檳榔攤
- 新竹縣湖口鄉   　湖口老街

## 製作團隊
片頭 工作人員
- 監　製：劉麗惠
- 製作人：曾禎
- 策　劃：段宏莒
- 故　事：曾禎
- 編　劇：蘇信逸、謝舜光、陳能明、鄧莉芬、吳毓青、邱昭瑜、柯尊仁
- 行　銷：洪瑀、陳香如
- 企　劃：吳佩珍、李育倩、游芳瑄
- 視覺設計：張立達、石凱中、李云、賴偉倫
- 導　演：、龍冠武

片尾 工作人員
- 統　籌：童家慶
- 執　行：廖經中
- 副導演：陳維政
- 場　記：陳宥蓁
- 剪　接：陳林訓、蔡志盛
- 後　製：游小樂
- 外景攝影：林國裕、林文塘
- 攝影助理：威霆、文志
- 燈　光：龔財華
- 燈光助理：林志興
- 執行助理：賴育朗
- 場　務：洪聖明、陳明聖
- 造　型：游驥騏、林亦瑋
- 梳　妝：范志明
- 化　妝：王雅玲、林姿妤
- 服　裝：林稼祐
- 美　術：曾英豪
- 道　具：江忠明、孫玉穗、李婉欣
- 劇　照：陳靖波、吳鎮宇
- 攝影器材：大川大立數位影音股份有限公司
- 場務器材：永祥影視器材有限公司
- 音　效：聲動錄音有限公司
- 音樂提供：滾石國際音樂股份有限公司、愛貝克斯股份有限公司
- 訓犬師：鐶銶愛犬 沈怡君
- 後製工程：何芳城、李明元、黃東陽、楊佳珠、謝嘉育
- 道具陳設：陳明坤、洪獻輝、鮑文尉
- 置景一班：陳清旗、劉邦煜、王澤銘、葉福仁、黃明吉、邱楠慶
- 視　訊：陳拳龍、馬子容
- 棚景攝影：陳力勤、謝敬維、陳啟燦
- 成　音：許元裕、鍾萬舉
- 技術指導：江純照
- 美術指導：陳俊臣
- 助理導播：曹智瑋、吳佩諭、莊子瑩、曾富郁、葉萬程、林益全
- 導　播：陳英培
- 製作公司：瑞陞傳播有限公司
- 監　製：臺灣電視事業股份有限公司

## 外部連結
- 官方网站－台視
- 田庄英雄的Facebook專頁

## 作品的變遷
| 台視主頻 每週一至週四 20:00 - 22:10  | 台視主頻 每週一至週四 20:00 - 22:10            | 台視主頻 每週一至週四 20:00 - 22:10 |
| ------------------------------------ | ---------------------------------------------- | ----------------------------------- |
|                                      | 田英雄 （2011年9月21日－2011年11月29日）       |                                     |
| 姊妹 （2011年6月8日－2011年9月20日） | 新星星知我心 （2011年11月30日－2012年1月12日） |                                     |